# Sofia Mirpuri
Sofia Mirpuri é uma atriz e produtora de cinema portuguesa.
É formada pela Atlantic Theatre Company’s Acting School, em Nova Iorque, onde viveu durante três anos (2016-2019). 
Durante esse período, produziu e protagonizou a sua primeira longa-metragem, Alice, Nova Iorque e Outras Histórias, que estreou nos cinemas em Portugal em 2020. Foi uma das fundadoras da Floor Five Theatre Company, uma companhia de teatro formada por artistas das várias partes do mundo, sediada em Chelsea, Manhattan. 
De regresso a Portugal, Sofia produziu e protagonizou a longa-metragem Erros Meus, Má Fortuna, Amor Ardente, também do realizador Tiago Durão.
Em 2022 criou uma produtora de cinema, a Story In A Box, depois de ter produzido e protagonizado a curta-metragem Samanta: Má Ou Santa, vencedora de dez prémios na competição 48 Hour Film Project Lisboa, incluindo Melhor Filme, e pela qual venceu o prémio de Melhor Atriz, além uma nomeação para Melhor Atriz no festival Filmapalooza 2022, em Washington DC.